# Delphi for PHP
Delphi for PHP (RadPhp XE, RadPhp XE2, HTML5 Builder) — интегрированная среда разработки веб-приложений на языке программирования PHP, разработанная компанией CodeGear, до июля 2008 года являвшейся подразделением Borland.
Основная идея создания этой IDE — визуальное программирование в стиле Delphi, но на PHP и JavaScript.
Содержит библиотеку VCL for PHP, содержащую более чем 70 визуальных компонентов.
Среда поддерживает базы данных MySQL, Oracle, Microsoft SQL Server, PostgreSQL, InterBase, DB2, Informix, Sybase ASA, Sybase ASE.
Базовые возможности:
- визуальный редактор форм;
- дизайнер HTML и поддержка шаблонов;
- PHP-profiler;
- интегрированный отладчик PHP;
- возможность создания собственных компонентов;
- возможность интеграции с Delphi;
- Data Explorer и Data Viewer;
- встроенный HTTP-сервер Apache;
- события PHP и события JavaScript;
- поддержка AJAX;
- множество примеров в стандартной поставке.

До появления Delphi for PHP торговая марка Delphi ассоциировалась исключительно с языком программирования Object Pascal и его потомком Delphi.

## Версии
- Delphi For Php 1 (2007)
- Delphi For Php 2 (2008)
- RadPhp XE (2010)
- RadPhp XE2 (2011)
- HTML5 Builder (2012)